# Кралят: Вечният монарх
„Кралят: Вечният монарх“ (на корейски: 더 킹: 영원의 군주; на английски: The King: Eternal Monarch) е южнокорейски сериал, който се излъчва от 17 април до 12 юни 2020 г. по SBS.

## Сюжет
Фентъзи романтична драма за две паралелни вселени – едната е съвременна Корея, а другата е алтернативна вселена, в която Корея е империя, управлявана от един-единствен монарх. За да се бори със злото и да затвори вратата между двата свята, владетелят на Корейската империя обединява сили с детектив, който пребивава в съвременна Корея.
И Гон е третият корейски император на Кралство Корея. Народът му го смята за идеалния лидер. Но зад този безупречен външен вид се крие дълбока рана. Когато е на осем години, баща му е убит пред очите му след преврат. Той често обича да напуска двореца. По време на едно от своите бягства се озовава в паралелен свят, където среща Чонг Те Ъл, жена инспектор, с която се обединява, не само за да победи престъпниците, но и да затвори портала между двата свята.

## Актьори
- И Мин-хо – И Гон / И Джи-хун
- Ким Го-ън – Чонг Те-ъл / Луна
- У До-хуан – Джо Ън-суп
- Ким Кьонг-нам – Канг Шин-дже / Канг Хуон-мин
- Чонг Ън-че – Ку Со-рьонг
- И Чонг-джин – И Лим / И Сонг-дже

## В България
В България сериалът се предлага на Нетфликс в оригинално аудио с български субтитри.